# دانيكا ماكيلر
دانيكا ماكيلر (بالإنجليزية: Danica McKellar)‏ هي مخرجة وكاتِبة وكاتبة سيناريو ورياضياتية ومخرجة وممثلة أمريكية، ولدت في 3 يناير 1975 بلاهويا في الولايات المتحدة. بدأت مشوارها المهني سنة 1985.

## أعمال

### مسلسلات
- جوال تكساس ووكر
- فرقة العدالة
- كيف قابلت أمكما

## وصلات خارجية
- دانيكا ماكيلر على موقع IMDb (الإنجليزية)
- دانيكا ماكيلر على موقع الموسوعة البريطانية (الإنجليزية)
- دانيكا ماكيلر على موقع روتن توميتوز (الإنجليزية)
- دانيكا ماكيلر على موقع ألو سيني (الفرنسية)
- دانيكا ماكيلر على موقع أول موفي (الإنجليزية)
- دانيكا ماكيلر على موقع قاعدة بيانات الأفلام السويدية (السويدية)
- دانيكا ماكيلر على موقع إن إن دي بي (الإنجليزية)
- دانيكا ماكيلر على موقع قاعدة بيانات الفيلم (الإنجليزية)
- دانيكا ماكيلر على موقع كينوبويسك (الروسية)